# 다나카 이사지
다나카 이사지(田中伊三次, たなかいさじ, 1906년 1월 3일 ~ 1987년 4월 11일)는 일본의 정치인, 변호사, 법학 박사이다. 중의원 의원 (1942년 ~ 1947년, 1949년 ~ 1983년), 제7-8대 자치청 장관 (1956년 ~ 1957년), 제44대 중의원 부의장 (1963년 ~ 1965년), 제22-23대 법무대신 (1966년 ~ 1967년), 제31대 법무대신 (1972년 ~ 1973년) 등을 지낸 바 있다.

## 인물 내력
교토부 출신으로, 1934년 리쓰메이칸 대학 법학부 야간부를 졸업하였다. 교토 시 의회의 교토 부의 (府議)를 거쳐, 1942년 제21회 일본 중의원 의원 총선거 (翼賛選挙, 익찬 선거)에서 중의원 의원에 첫 당선되었다. 이후 통산 15번 당선되었다. 무소속, 민주당, 자유당을 거쳐, 1955년 보수 합동으로 자유민주당에 참여하였다.
중의원 부의장, 중의원 록히드 문제 조사특별위원장, 국무대신, 자치청 장관 (이시바시 내각, 제1차 기시 내각), 법무대신 (제1차 사토 내각 제3차 개조 내각, 제2차 사토 내각, 제2차 다나카 가쿠에이 내각), 자민당 상담역, 자민당 고문, 자민당 사법제도조사회장, 자민당 당기 위원장 등 요직을 지냈다.
1976년에는 록히드 문제 조사 위원장으로 고다마 요시오 (児玉 誉士夫, 일본 정재계의 흑막으로 불림.)를 임상 조사했으며, 법무대신을 역임할 당시 발생한 김대중 납치 사건에선 대한민국 중앙정보부 (KCIA)의 관여를 암시하는 육감 발언으로 주목받았다.
1980년 해프닝 해산 (ハプニング解散) 이후 자민당의 공천을 거부하고 탈당했으며, 1983년 총선에 출마하지 않고 정계에서 은퇴하였다. 1987년 81세의 나이로 사망하였다.

## 같이 보기
- 제은 사건 (제국 은행 사건)
- 히라사와 사다미치
- 록히드 사건
- 고다마 요시오
- 김대중 납치사건